# 什瓦爾什鄉

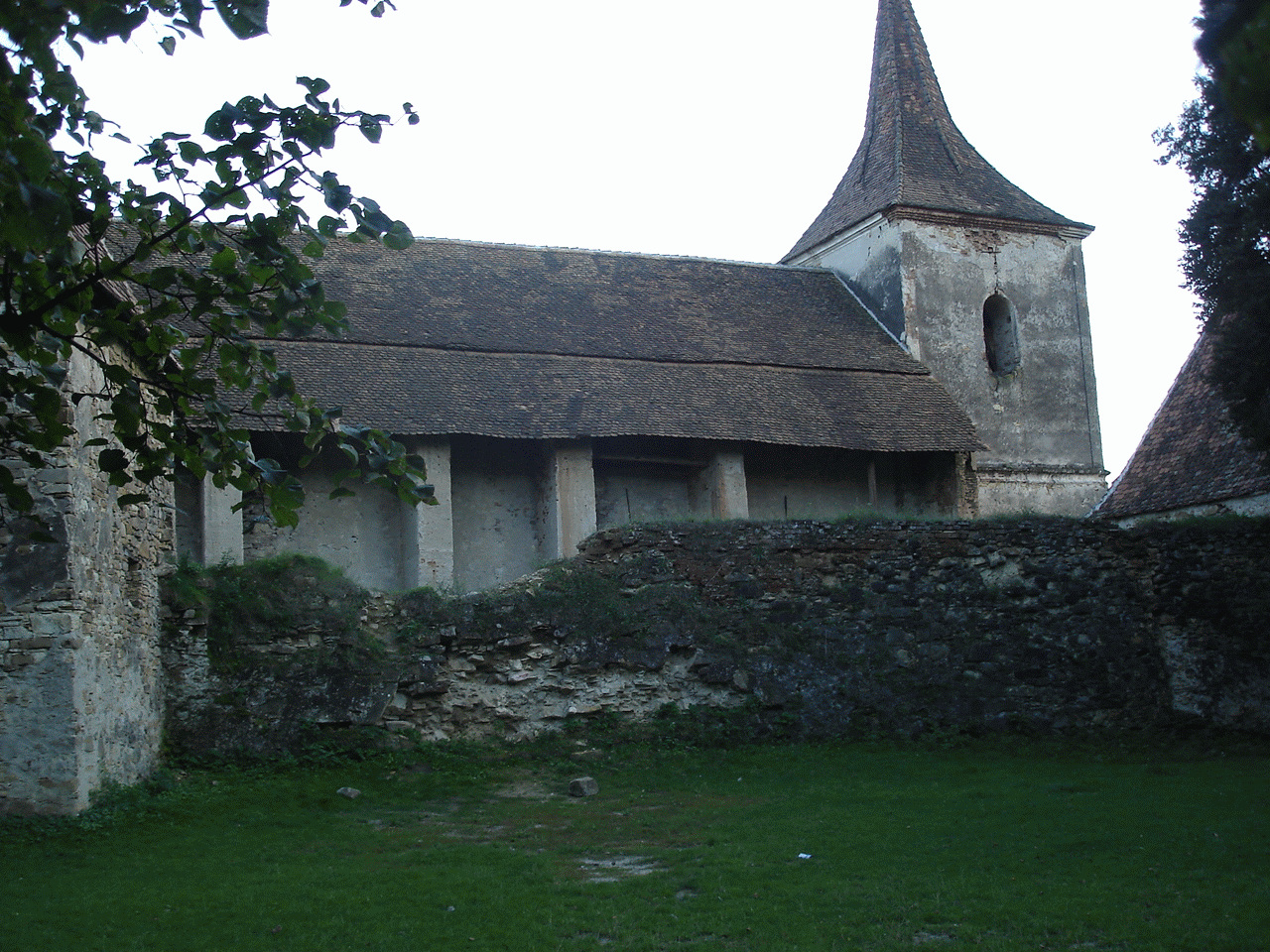

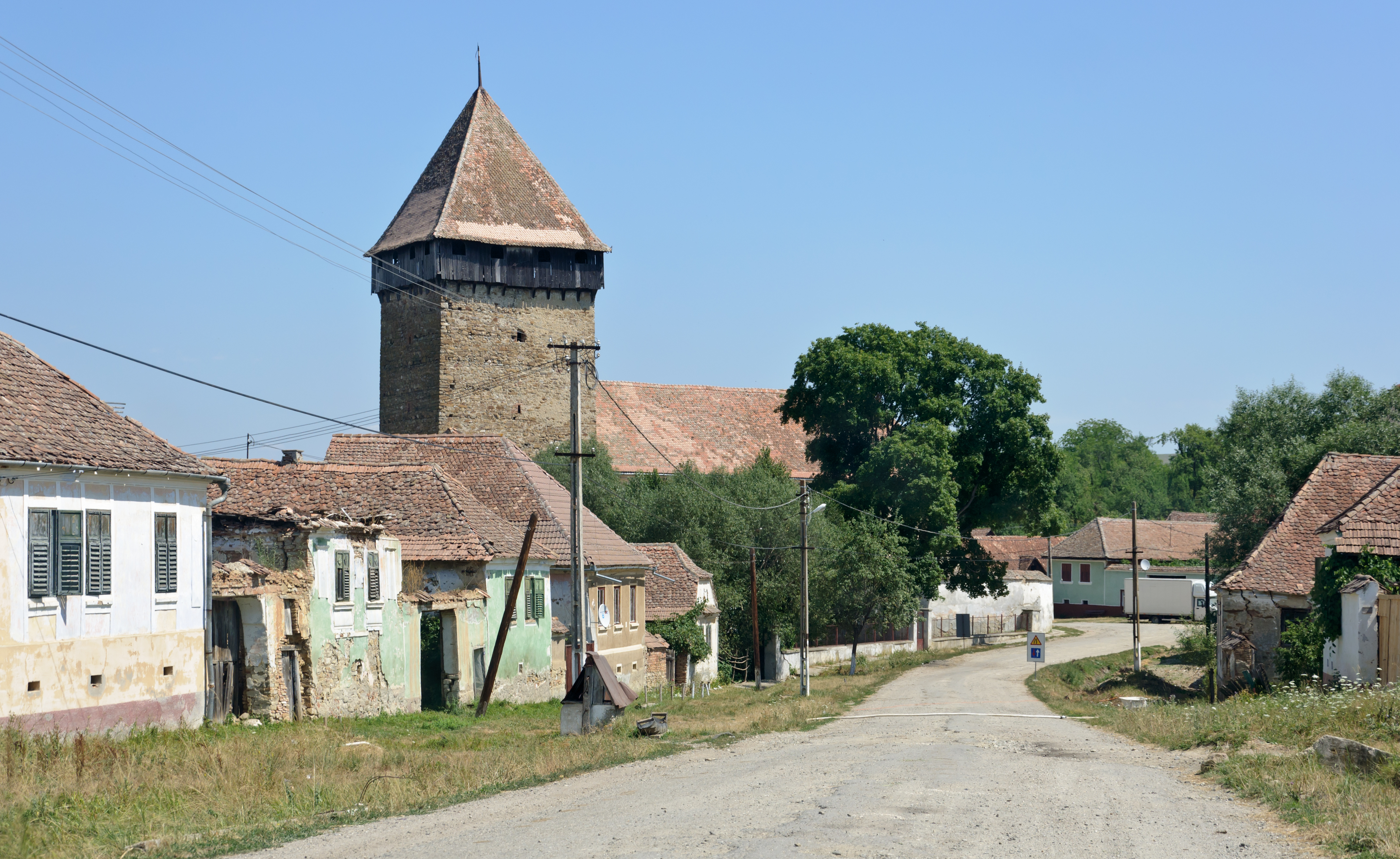

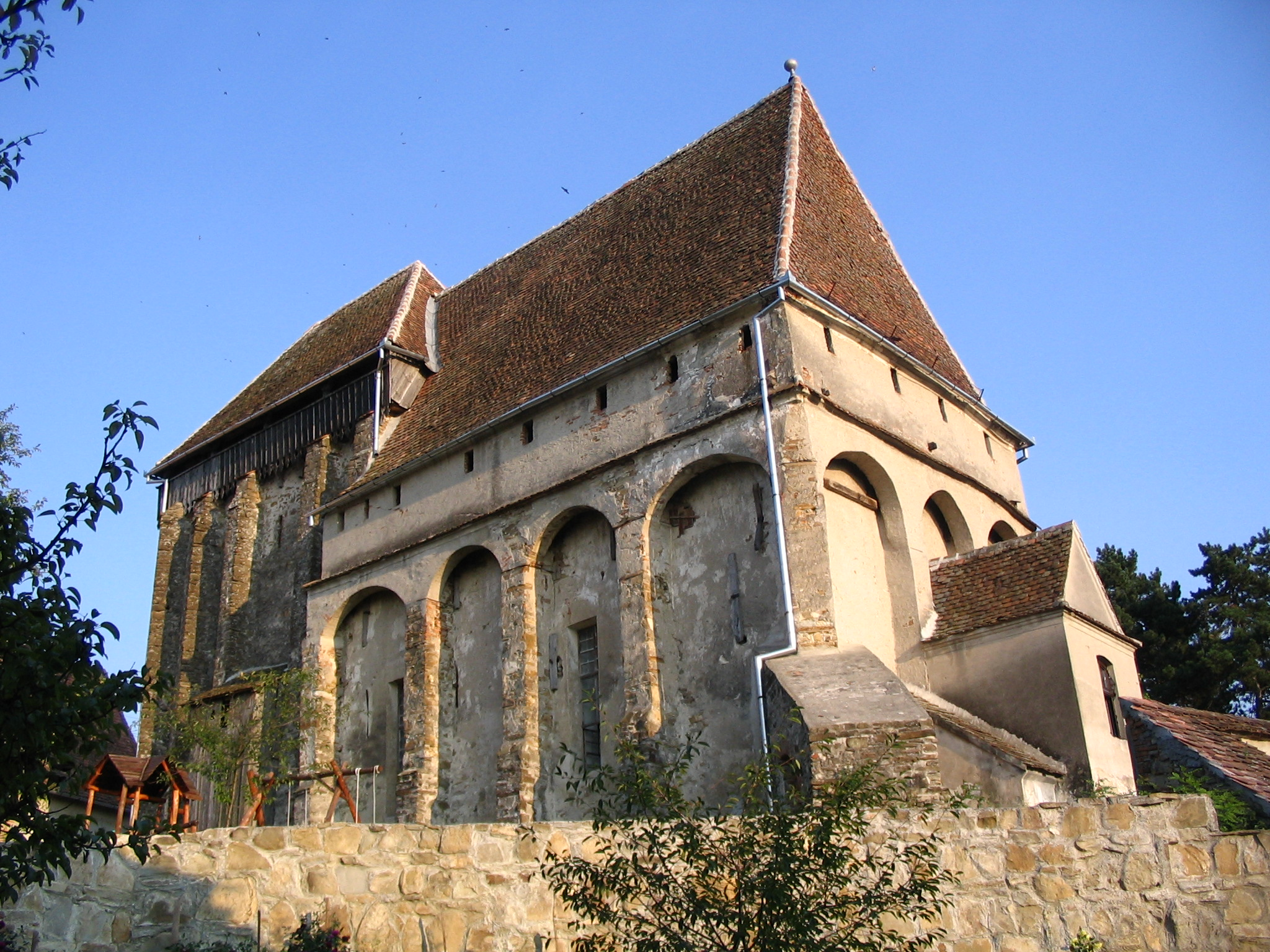

45°56′N 24°55′E / 45.933°N 24.917°E
什瓦爾什鄉（羅馬尼亞語：Comuna Șoarș, Brașov），是羅馬尼亞的鄉份，位於該國中部，由布拉索夫縣負責管轄，面積167平方公里，海拔高度481米，2007年人口1,860，人口密度每平方公里11人。